# Metaphycus victoriensis
Metaphycus victoriensis is een vliesvleugelig insect uit de familie Encyrtidae. De wetenschappelijke naam is voor het eerst geldig gepubliceerd in 2005 door Myartseva & Ruíz-Cancino.